# Музей Хиллвуд
Поместье Хиллвуд, музей и сады (англ. Hillwood Estate, Museum & Gardens) — музей в городе Вашингтон (США), в котором экспонируется одна из лучших коллекций русского искусства в Северной Америке.

## История

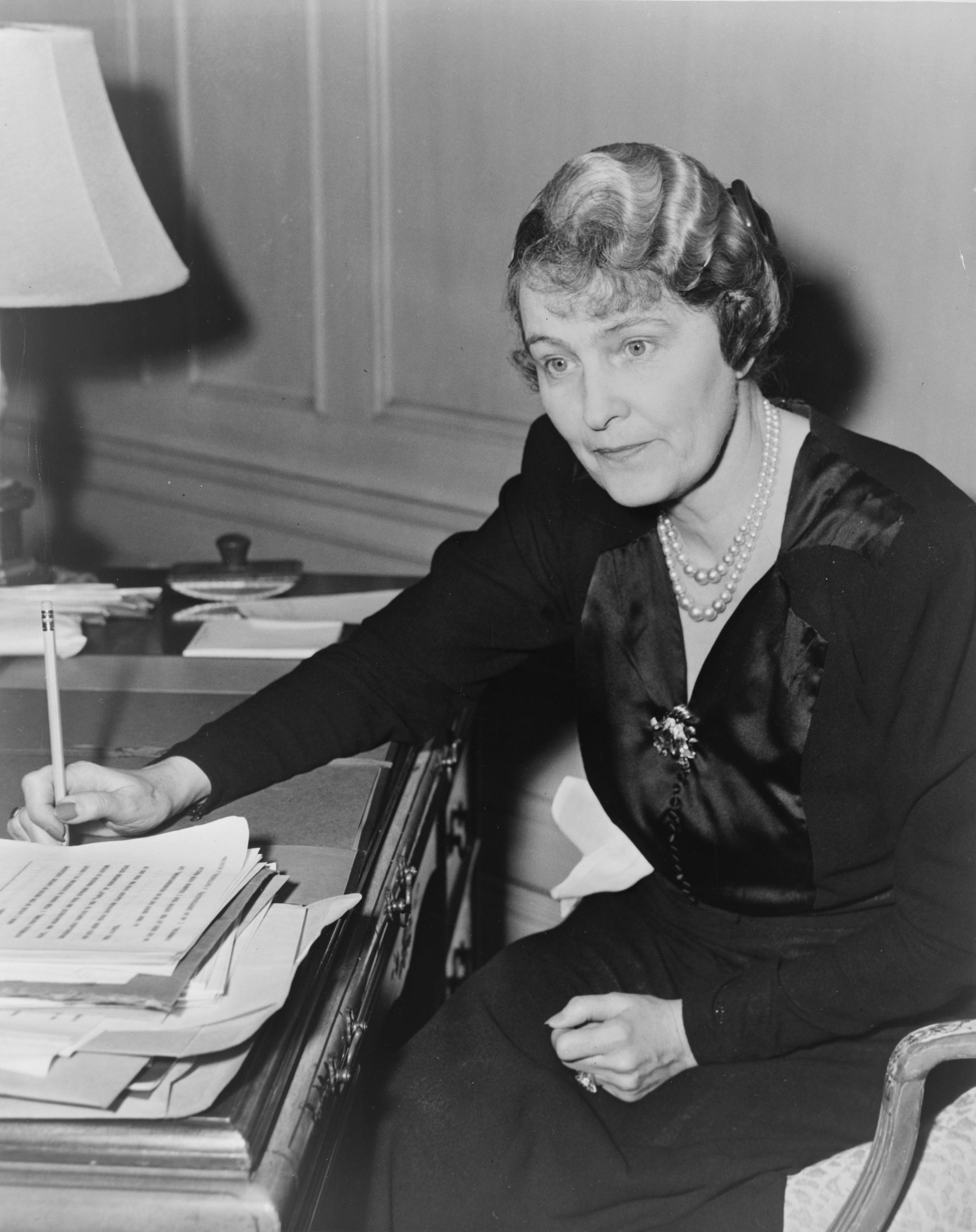
Фотография Марджори Мерривезер Пост, 1942 г.

Коллекция музея была собрана американской богатой наследницей и предпринимательницей Марджори Мерривезер Пост. В 1935-1955 годах она была замужем третьим браком за американским дипломатом Джозефом Дэвисом, послом США в СССР, и в 1937-1938 годах жила с ним в Москве. Будучи обладательницей крупной коллекции западноевропейского искусства, в Москве она посещала антикварные и комиссионные магазины, где приобретала антиквариат, картины (в том числе работы Дмитрия Левицкого и Карла Брюллова), иконы, церковное облачение и утварь, фарфор, изделия фирмы К. Фаберже. Часть работ была куплена прямо из государственных собраний. Советское правительство разрешило ей вывезти все предметы искусства из страны без уплаты таможенных сборов. В 1940-е годы, по возвращении в США, Пост стала приобретать русские предметы искусства в Нью-Йорке, Лондоне и Париже.
После развода с Джозефом Дэвисом в 1955 году Пост купила Арбремонт, поместье в георгианском колониальном стиле на окраине парка Рок-Крик на северо-западе Вашингтона, построенное в 1920-х годах Дейзи Пек Блоджетт для своей дочери Хелен Блоджетт Эрвин. Пост переименовала поместье в Хиллвуд и наняла архитектора Александра Макилвейна для реконструкции здания, которая завершилась в 1956 году. В мае 1957 года Пост приняла первых гостей, а 7 июля 1957 года устроила там свою первую большую вечеринку. Хиллвуд быстро завоевал славу «одного из самых необычных поместий Вашингтона».
В 1962 году Пост завещала поместье, коллекцию произведений искусства и денежную сумму в размере 10 миллионов долларов на их содержание Смитсоновскому институту, поставив условия, что поместье будет превращено в музей, в нём не будут проводиться ужины, одновременно основав фонд Марджори Меревеззер Пост округа Колумбия для контроля исполненения условий завещания: любое имущество используемое ненадлежащим образом будет возвращено фонду. Пост умерла в Хиллвуде 12 сентября 1973 года. Смитсоновский институт отказался производить необходимые работы по преобразованию поместья в музей, сославшись на то что к 1975 году пожертвование, приносившее годовой доход в 450 000 долларов, оказалось недостаточным. Таким образом к 1976 году поместье и большая часть коллекции были возвращены в фонд который владеет и управляет ими по настоящее время.
В 2001 году Хиллвуд учредил консультационный комитет для сообщества геев, лесбиянок, бисексуалов и трансгендеров Вашингтона. В поместье проводятся такие мероприятия как День геев, которое включает в себя концерты и вечера кино. Тесно сотрудничая с крупными мероприятиями, такими как гей-прайд и многочисленными некоммерческими квир-организациями в регионе, Хиллвуд является одним из немногих культурных учреждений, работающих с ЛГБТ-сообществом. В 2007 году поместье было удостоено награды «Союзник года» торговой палаты ЛГБТ округа Колумбия.

## Музей
В музее хранится более 17 000 предметов, в основном предметы из собрания Марджори Мерривезер Пост, а также некоторые предметы приобретённые после её смерти. В музее широко представлена богатая коллекция русского искусства XVIII — начала XX века, также представлено французское искусство XVIII — XIX веков (живопись, мебель, севрский фарфор и предметы декоративно-прикладного искусства) и американское искусство XX века (ювелирные украшения Гарри Уинстона и портреты Марджори Мерривезер Пост). Русская коллекция включает в себя:
- живопись, графику, фотографии, в том числе портреты членов русской императорской семьи, картины Карла Брюллова, Константина Маковского;
- церковную утварь;
- русские православные иконы;
- фарфор екатерининской эпохи;
- серебряную художественную посуду;
- венчальную корону императрицы Александры Фёдоровны;
- более 80 произведений фирмы К. Фаберже, в том числе два императорских пасхальных яйца.

## Галерея

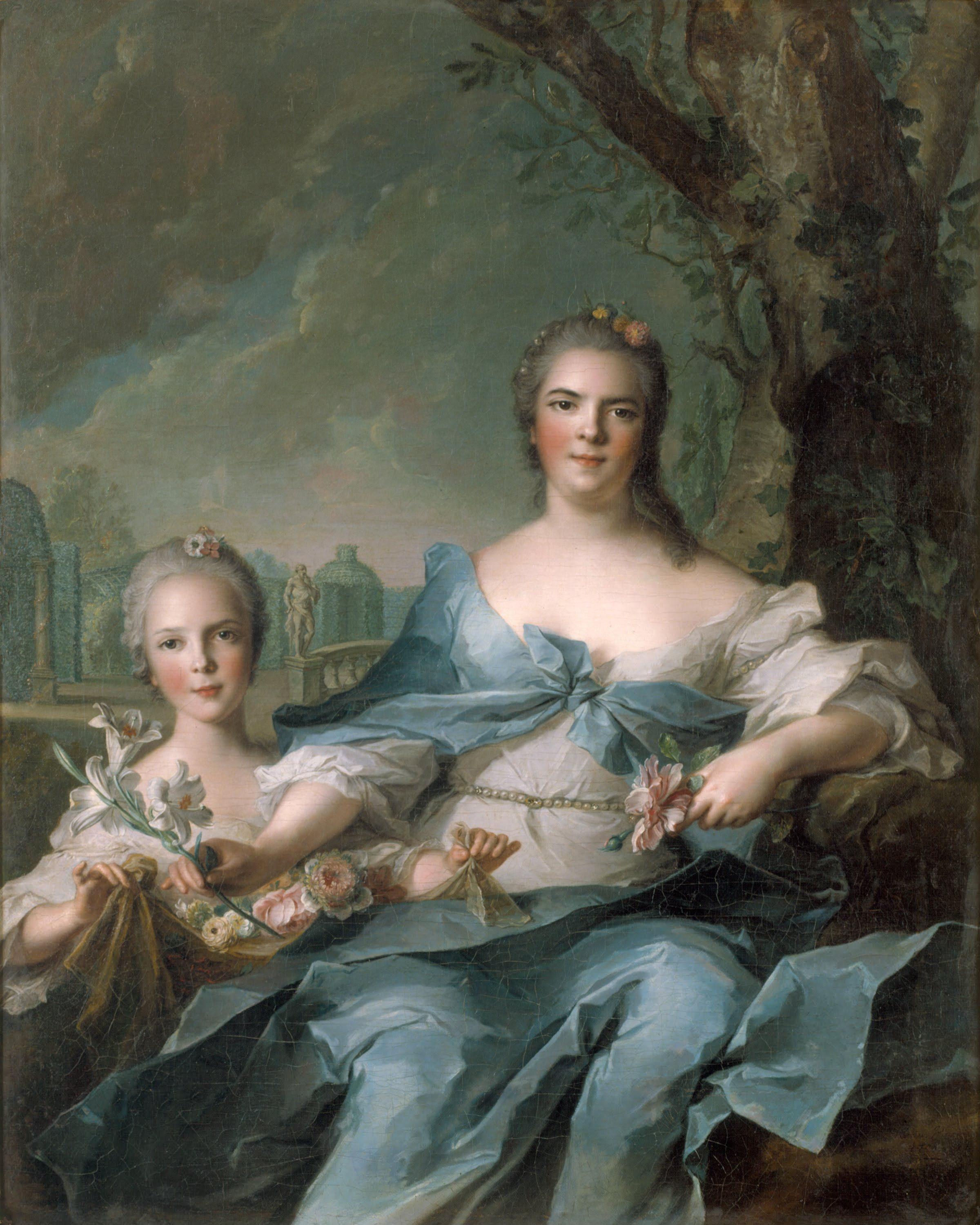
Жан-Марк Натье. «Портрет принцессы Марии Луизы Елизаветы Французской с дочерью инфантой Изабеллой, принцессой Бурбон-Пармской», 1750 г.
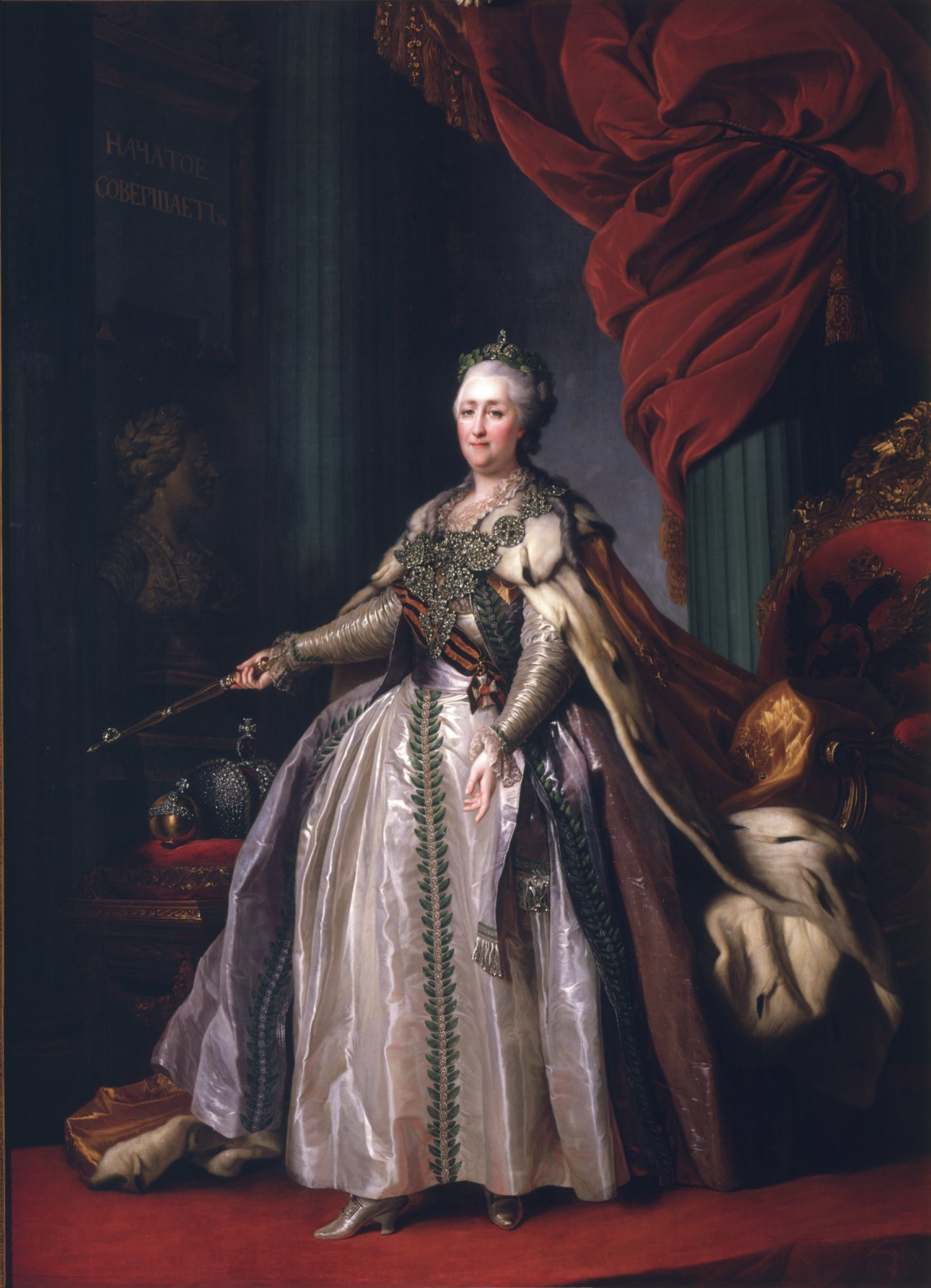
Дмитрий Левицкий. «Портрет императрицы Екатерины II», 1780-е гг.
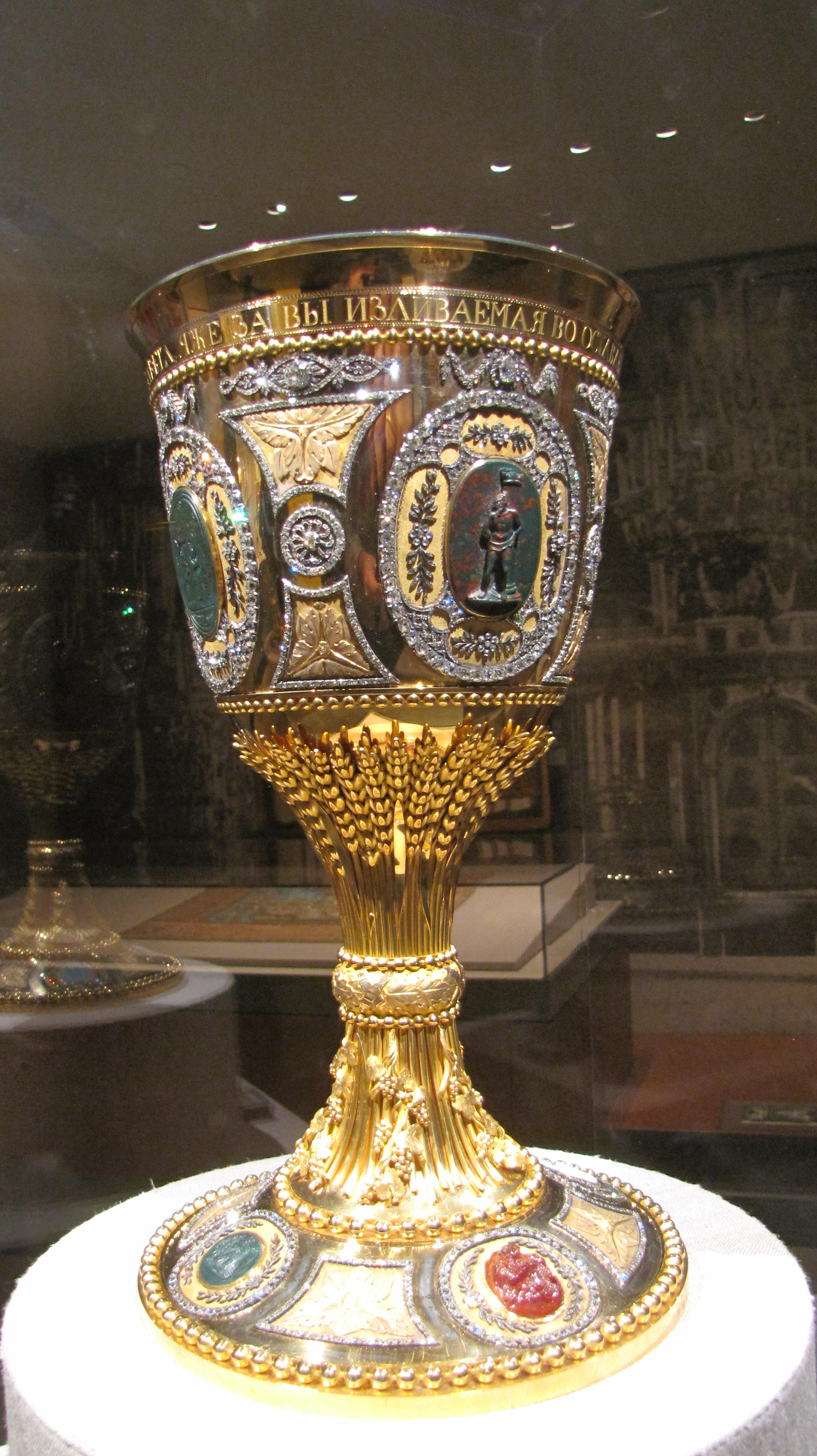
Ивар Винфельд Бух. Потир, вклад императрицы Екатерины II в Троицкий собор Александро-Невской лавры, 1791 г.
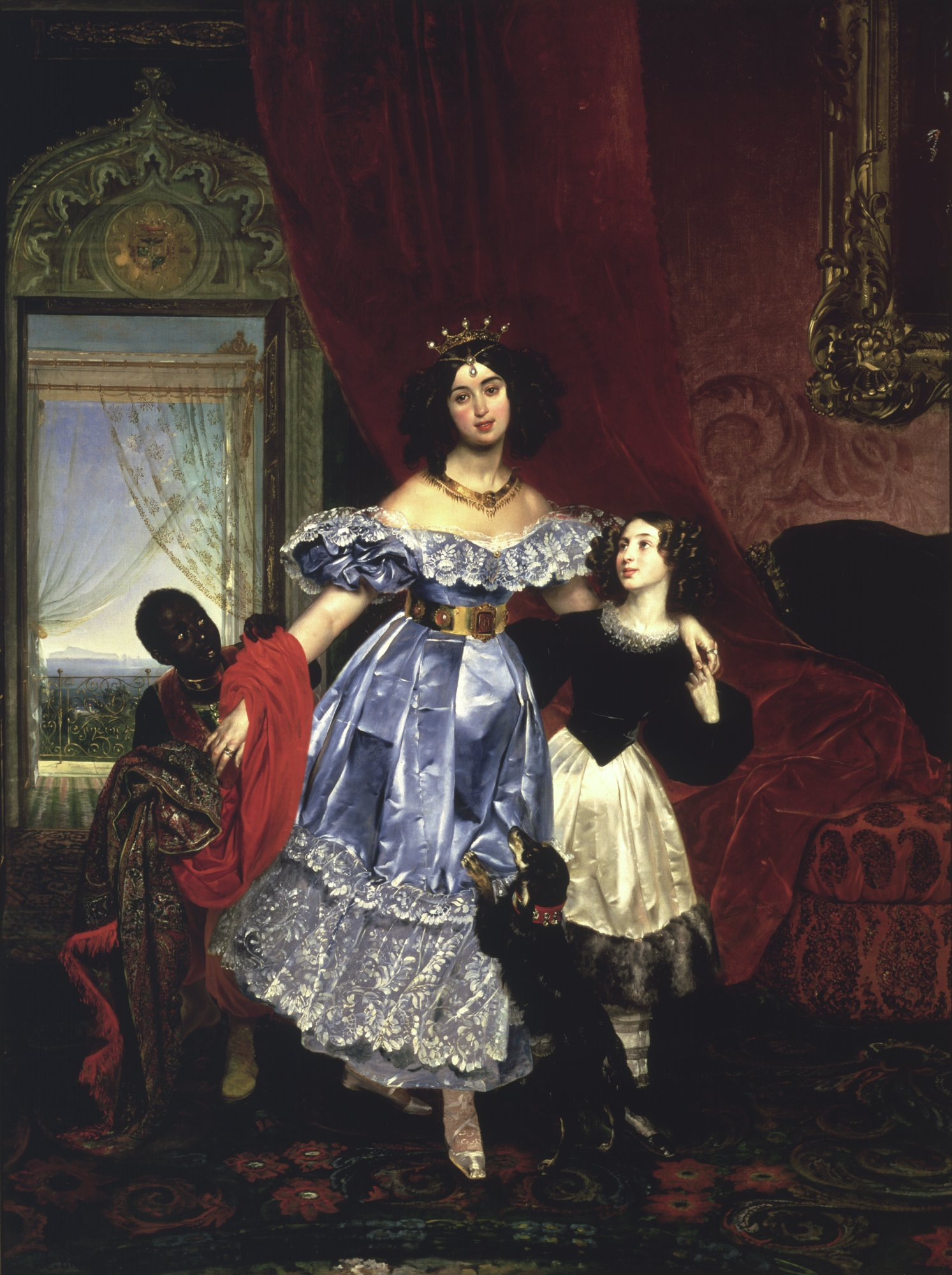
Карл Брюллов. «Портрет графини Ю. П. Самойловой с приемной дочерью Джованиной Пачини и арапчонком», 1832-1834 гг.
Константин Маковский. «Боярский свадебный пир в XVII веке», 1883 г.
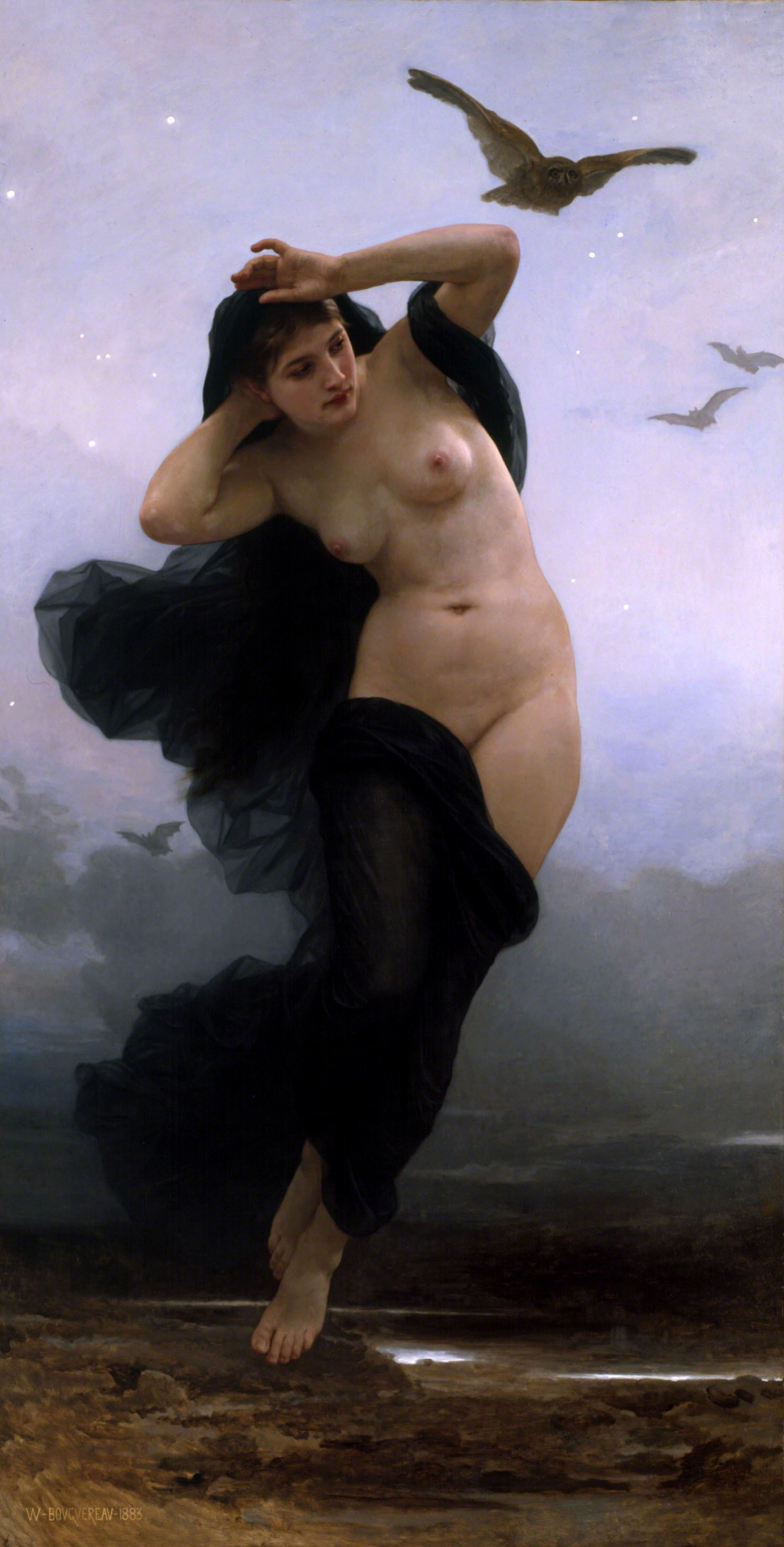
Вильям-Адольф Бугро. «Ночь», 1883 г.
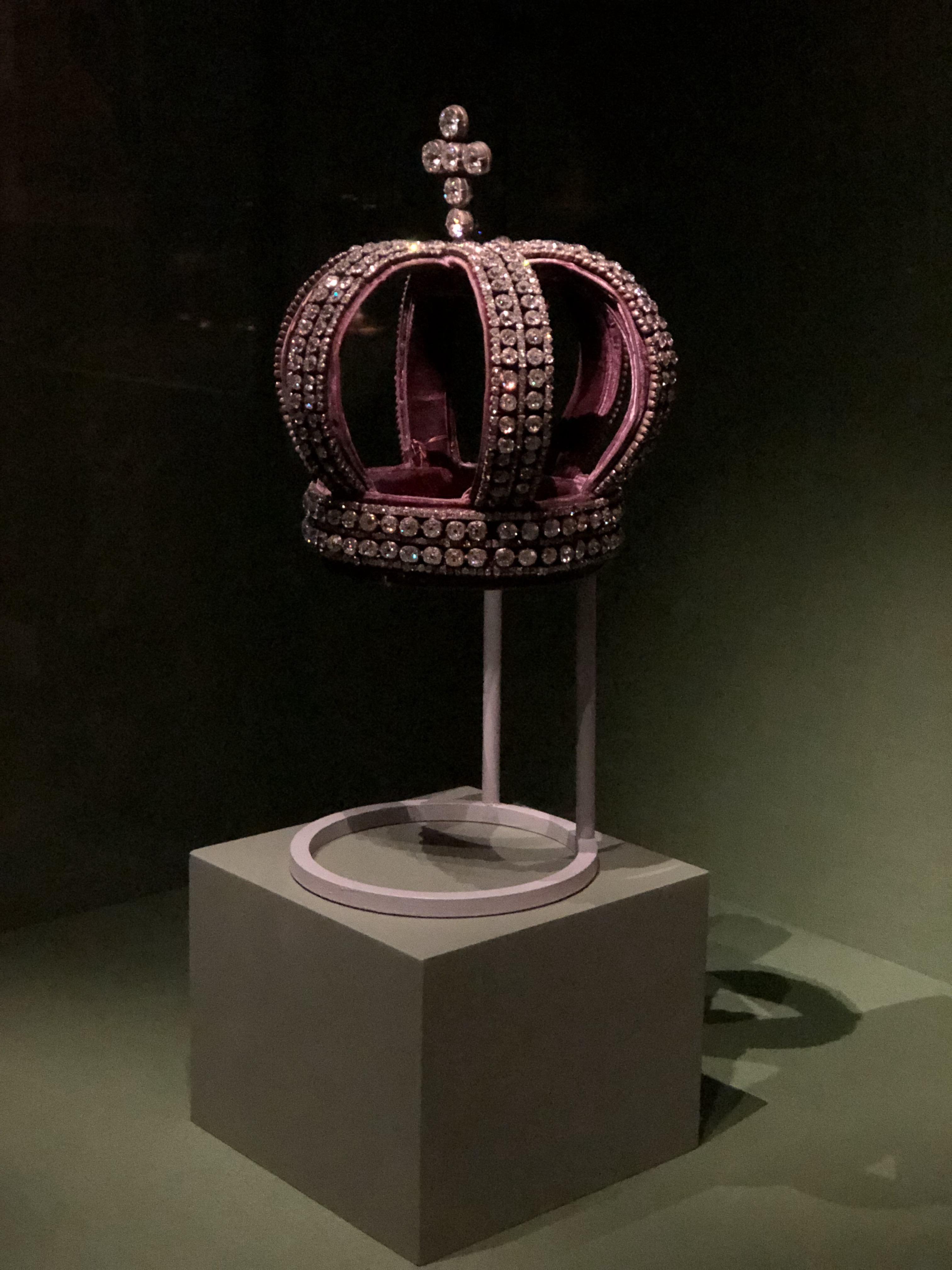
Фирма «К. Э. Болин». Императорская венчальная корона, 1840/1884 г.
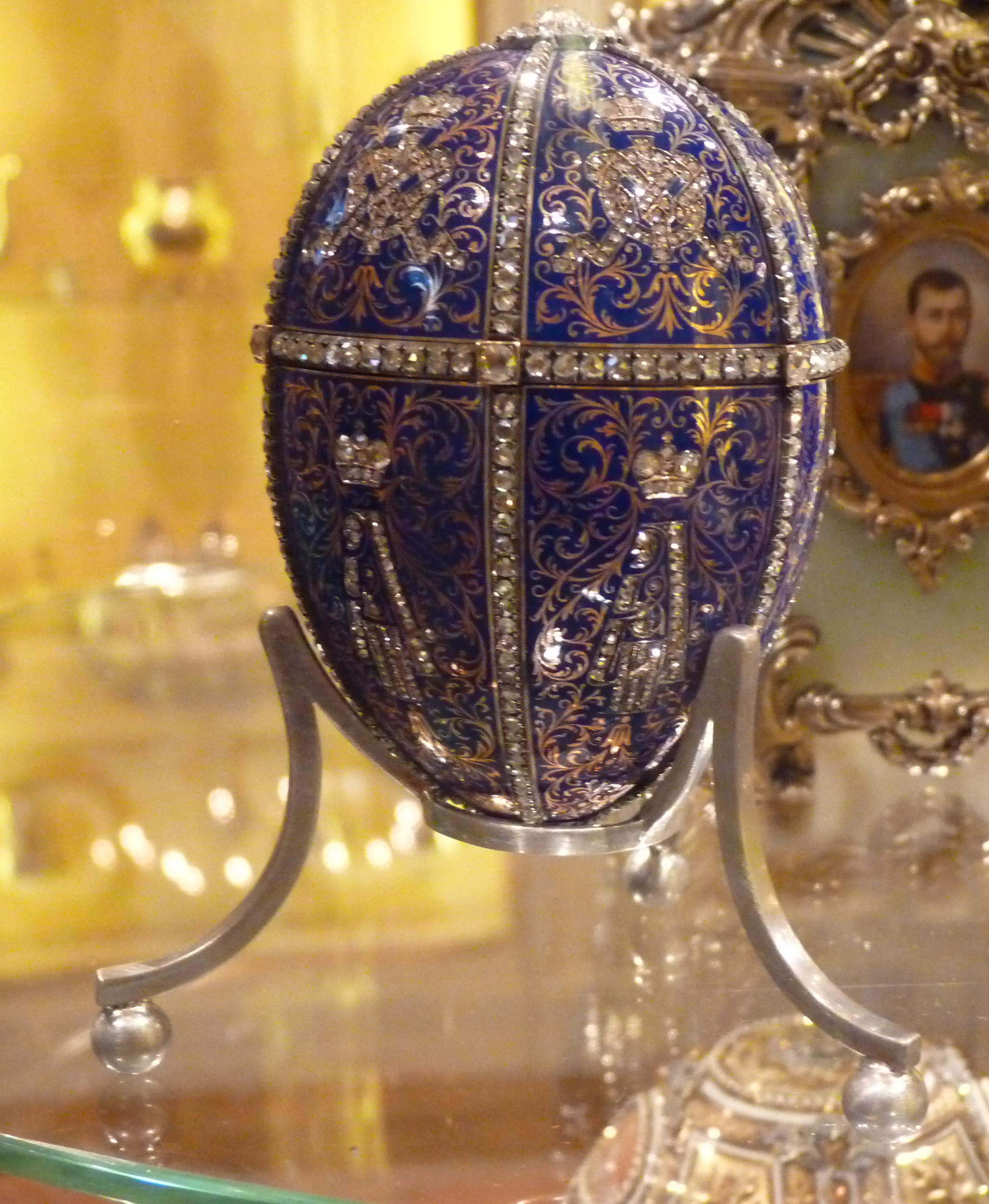
Фирма К. Фаберже, мастер Михаил Перхин. Пасхальное яйцо «Портреты Александра III», 1896 г.
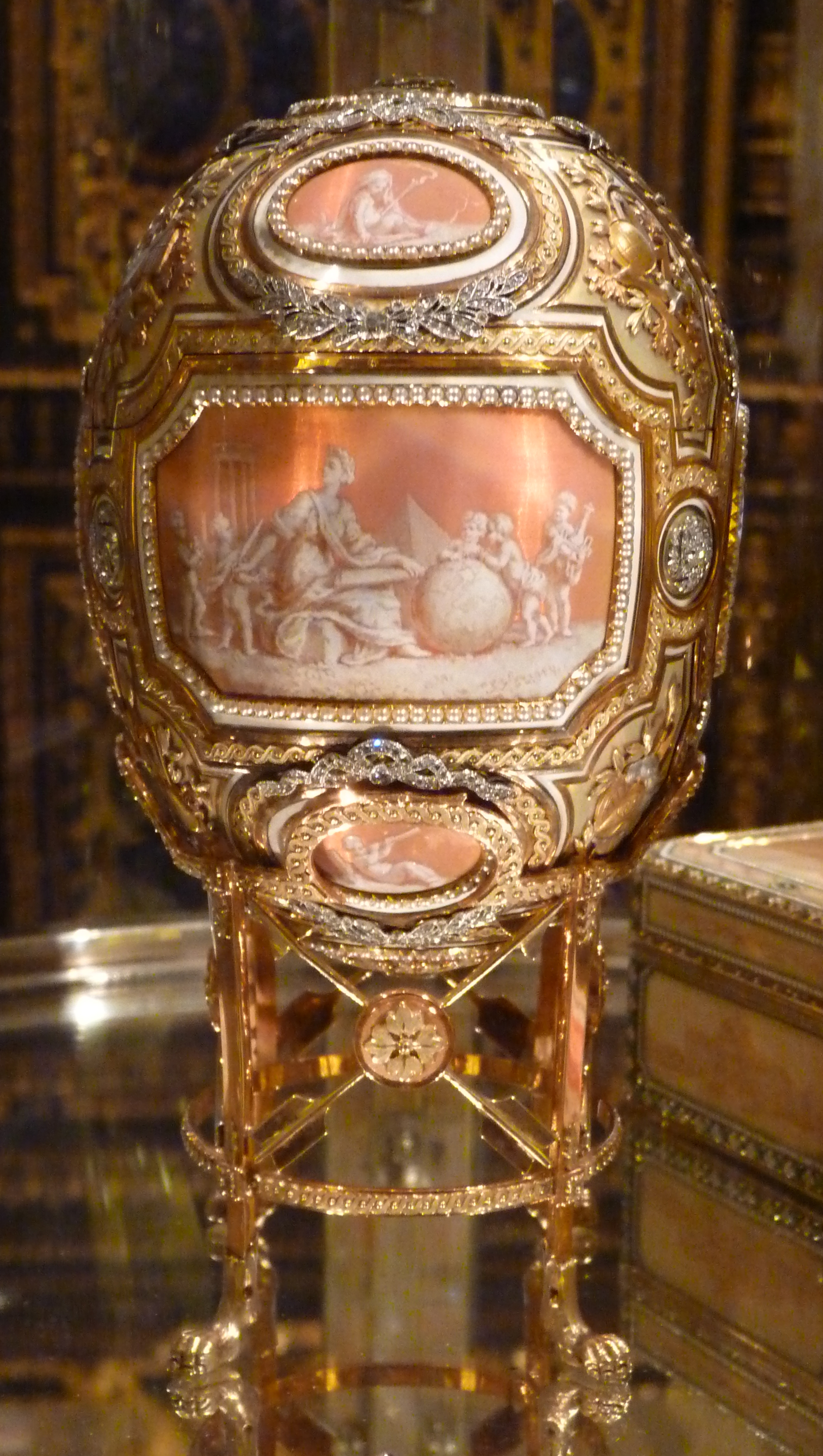
Фирма К. Фаберже, мастер Хенрик Вигстрём. Пасхальное яйцо «Екатерина Великая», 1914 г.

## Библиотека
Музей предоставляет доступ по предварительной записи в свою художественную исследовательскую библиотеку, в которой хранится значительное количество русских и европейских книг и документов по декоративно-прикладному искусству.